# Susa-jinja
Susa-jinja (須佐神社) är en shinto-helgedom i Izumo, Shimane prefektur. Den nämns i engishiki som en shōsha, och dess shakaku-rang var kokuhei shōsha (nationell helgedom, 3:e rang). Susa-jinja är en av 20 helgedomar och tempel som ingår i Izumo Shinbutsu-leden.
Susanoo är helgedomens huvudgud (shusaijin), och dyrkas tillsammans med sig fru Kushinadahime, och hennes föräldrar Ashinazuchi och Tenazuchi.

## Historia
I "Izumo no Kuni Fudoki" står det att Susanoo, då han hade kultiverat alla landets delar begav sig till den här platsen för att avsluta sitt arbete och sade "eftersom detta är ett bra land ska jag inte ge mitt namn åt stenar och träd, utan åt landet", och döpte platsen till "Susa". Sedan urminnes tider har detta sagts vara Susanoos huvudhelgedom (hongū). Susa-släkten som traditionellt sett har arbetat som helgedomens präster påstår sig härstamma från Ōkuninushis son, Kayanarumi.
Helgedomens gamla ägor anses ha legat norrut, vid berget Miyaoyama. De nuvarande ägorna ligger ungefär i mitten av en dal, och tros ha varit på den platsen redan under medeltiden.
Helgedomen nämns som "Susasha" i "Izumo no Kuni Fudoki". I "Engishiki Jinmyōchō" kallas den "Susa-jinja" och kategoriseras som shōsha. Under medeltiden fick den namnen "Jū-san-jo Daimyōjin", samt "Ōmiya Daimyōjin", och i tidigmodern tid kallades den "Susa-ōmiya". År 1871 byttes namnet tillbaks till "Susa-jinja". 1872 kategoriserades den som gōsha, och året därpå upphöjdes den till kensha, för att slutligen nå rangen kokuhei shōsha år 1900.